# Димитър Добрев Димитров
Димитър Добрев Димитров е български писател, редактор, читалищен деец, книгоиздател, общественик. Основател и издател на вестник „Светлоструй“.

## Биография и творчество
Димитър Добрев Димитров е роден на 16 януари 1904 г. село Щръклево, Русенско, Княжество България. Баща му е Добри Димитров-Комитата, участник в Освободителната война като преводач, а след Освобождението участник в русенския бунт на русофилите и във въстаниено в с. Тръстеник, заради което е осъден и лежи в затвора.
Завършва основното си образование в Щръклево, а след това Русенската мъжка гимназия през 1922 г. Първите му творби са отпечатани в „Ученически вестник“ през 1919 г. Член на редакционния комитет на ученическото литературно списание „Светли зари“. Първата му стихосбирка „Първи опити“ е издадена през 1920 г. докато още е ученик. В периода 1921-1922 г. е редактор на малкия местен вестник „Литературен преглед“ под псевдонима Асен Лютаков. В него е публикуван разказът „Грешен човек“ от Георги Караславов.
След завършване на гимназията работи като писар в селската община. В селото основава въздържателно дружество, играе в театралната трупа „Сълза и смях“ и е секретар-касиер на селското читалище „Възраждане“.
През 1924 г. е издадена втората му стихосбирка „Кървави петна“. През 1928 г. основава месечния вестник „Светлоструй“, който издава до април 1941 г. Вестникът е печатен орган на читалището, замислен като литературна трибуна на писателите, живеещи извън столицата. Определян като „феномен“, той бързо прераства от селски литературен лист в най-големия и единствен по рода си литературен вестник в провинцията между двете войни. В него сътрудничат едни от най-големите имена на българската литература. Той се издава на собствени разноски и се разпространява на ръка и чрез абонамент в страната. През 1936 г. започва да се издава в София, където Димитър Добрев се премества по политически причини.
В София писателят работи в Съюза на общинските служители в периода 1936-1941 г. Следва администрация в Свободния университет в София (1937-1942), (днес УНСС). В периода 1941-1942 г. работи в културното отделение на Скопската община, а в периода 1942-1945 г. – в издателство „М. Г. Смрикаров“–София.
Димитър Добрев е съосновател на Съюза на писателите от провинцията през 1934 г. Секретар е на Съюза на българските писатели в периода 1935-1937 г. Съредактор е на вестник „Весела дружина“. В София издава антологията „Светлоструй“, от която излизат 50 книги, сред които романът „Когато човекът не беше“ от Димитър Ангелов, стихосбирките „Хора по стрехите“ от Лъчезар Станчев и „След дъжд“ от Димитър Гундов.
През 1945 г. основава литературния седмичник „Лост“, а през 1946 г. – „Стожер“. Главен редактор е на издателство „Народна култура“ през 1945-1970 г. Основател е и почетен редактор на литературния алманах „Светлоструй“ в Русе през 1980 г.
Писателят е автор на повече от двадесет книги – стихосбирки, проза, есета, разкази, биографични очерци, мемоари, приказки.
Димитър Добрев Димитров умира на 3 май 1985 г. в София. За дейността му са запазени материали в Музейната сбирка на „Светлоструй“ в с. Щръклево, която той основава, и в отдел „Краезнание“ в Регионална библиотека „Любен Каравелов“-Русе.

## Произведения
- „Първи опити“ (1920)
- „Кървави петна“ (1924)
- „Морски песни“ (1934)
- „Литературата в провинцията“ (1935) – статии
- „Селски песни“ (1937)
- „Морски песъчинки“ (1939)
- „Кооперацията в художествената литература“ (1940) – студия
- „Нашата земя в художествената литература“ (1941) – студия, с предговор от академик Михаил Арнаудов
- „Песни от Македония“ (1941)
- „Поети на селото. Литературни скици“ (1947)
- „Санда Йовчева. Живот и творчество“ (1947) – за писателката Санда Йовчева.
- „За красота в живота“ (1966) – лирическа проза, литературни статии, спомени,

Приживе подготвя ръкопис с лирическа проза „Докато въздъхнеш…”, който не е издаден.

### Детска литература
- „Приказките на мама“ (1954)
- „Патилата на Кума Лиса“ (1955)
- „Малката приказница“ (1961)
- „Немирникът вятър“ (1965)
- „Драгушка и лъжливата коза“ (1965),
- „Как умната Молгожата станала кралица“ (1969) – по полска приказка

### Мемоари
- „Бразди през времето. Спомени, срещи, впечатления“ (1973)
- „През моите очи“ (1974) – статии, спомени и впечатления
- „По пътеките на моя живот. Интервюта и спомени“ (1983)

### Документалистика
- Кооперацията в художествената литература (1940)